# Amics de les Roses de Sant Feliu de Llobregat
La Asociación de amigos de las rosas de San Feliú de Llobregat (en catalán: Associació Amics de les Roses de Sant Feliu de Llobregat) es una asociación catalana, sin ánimo de lucro, dedicada al cultivo y al conocimiento de las rosas.

## Historia
La Associació Amics de les Roses de Sant Feliu de Llobregat se constituyó el 23 de abril de 2003 en la sede del Palau Falguera y en el mes de mayo, coincidiendo con la celebración de la XLV Exposición Nacional de Rosas se dio a conocer como entidad plural y abierta a todas las personas que estiman las rosas.
Con el desarrollo de diferentes actividades como son la plantación y cultivo de rosales, la organización de cursos, talleres y conferencias, el montaje de exposiciones, la recopilación de información y la edición de materiales diversos, la participación en las actividades de carácter cívico y social en las que la rosa y el rosal son protagonistas, la "Asociación de Amigos de las Rosas" quiere fomentar el conocimiento de las rosas en todos sus ámbitos y difundir la cultura y la tradición rosalista de San Feliú de Llobregat como ciudad de las rosas. 
Su sede se encuentra en San Feliú de Llobregat en la comarca del Bajo Llobregat dentro del área metropolitana de Barcelona. En su sede gestiona la Rosaleda Dot y Camprubí, un espacio de 17.000 m² dedicado a la historia de la rosa con colecciones de variedades antiguas y de rosas modernas y especialmente colecciones de híbridos conseguidos por rosalistas catalanes tal como Pere Dot i Martínez, Camprubí y el rosalista valenciano Ferrer.
En el año 2005, la asociación Amics de les Roses de Sant Feliu de Llobregat llegó a un acuerdo con la Mancomunidad que gestiona el Parque de Torreblanca y el Consejo Comarcal del Bajo Llobregat y a través de un convenio se cedió a esta entidad el uso de diferentes parterres de la zona donde originariamente había plantados rosales, para que los socios rosalistas pudieran volver a plantar y cultivar rosales. En la actualidad se han plantado y cuidan cerca de 600 rosales y este número de rosales y de variedades plantadas crece año tras año. 
Durante el mes de mayo de 2014 se celebró con el lema « Roses in the Sun » (Rosas al Sol) la Convención Regional de la World Federation of Rose Societies en Barcelona, en el Palacio de Pedralbes, próximo a la rosaleda de Cervantes. En él han colaborado el Ayuntamiento de Barcelona, Asociación Española de la Rosa ("AEROSA") y la "Associació Amics de les Roses de Sant Feliu de Llobregat".